# Тории Киёмасу II
Тории Киёмасу II (яп. 2代目 鳥居 清倍 Нидаймэ Тории Киёмасу,  1706—1763) — японский художник, мастер укиё-э из династии Тории.

## Биография и творчество
Тории Киёмасу II — представитель второго поколения династии художников Тории. О его жизни не сохранилось достоверных сведений. Киёмасу II родился в Эдо. В своём творчестве он детально копировал стиль и тематику работ основателя школы Тории — Тории Киёнобу. Киёмасу II оставил после себя большое количество учеников и последователей.
Тории Киёмасу II писал портреты актёров и красавиц, театральные афиши, сцены из спектаклей театра кабуки, иллюстрации в основном для детских книг и изданий для малограмотных (аохон). На протяжении его творчества техника печати менялась, если сначала работы Киёмасу II подкрашивались от руки красной краской (тан-э), то к концу жизни он пользовался двух-трёхцветной печатью (бэнидзури-э). Тории Киёмасу II известен своими сериями — «Крестовый поход модных туристов» (1747) и «Миниатюрные изображения известных актёров» (1757).